# Odet de Foix
Odet de Foix, Visconde de Lautrec (ou Odet de Cominges) (1485 – Nápoles, 15 de agosto de 1528) foi um líder militar francês. Ganhou a reputação de galante e hábil soldado, embora isso parece efetivamente pouco justificado pelos fatos, uma vez que sempre teve sua vida cercada de infortúnios.

## Nobreza e favores
A linhagem dos viscondes de Lautrec originou-se com Pierre, filho João III de Foix, e irmão de Gastão IV de Foix.
Odet de Foix e seus dois irmãos, o Senhor de Lescun e o de l'Esparre (ou Asparros) serviram ao rei Francisco I de França como comandantes; a influência de sua irmã, Françoise de Châteaubriant, que foi amante do rei, deu-lhes altos postos. Em 1515 Lautrec tomou parte na Batalha de Marignano.
Em 1516 Odet recebeu o governo do Ducado de Milão, mas sua severidade logo tornou impopular a dominação francesa. Em 1521 teve sucesso na defesa do ducado contra as tropas espanholas do exército imperial, mas foi completamente derrotado em 22, na Batalha de Bicocca, sendo obrigado a abandonar o Milanesado. O motim das tropas suíças sob seu comando tinha, contra sua vontade, obrigado-o a abandonar a batalha.
Foi feito Marechal de França e, em 1527, recebeu o comando do exército italiano. Ocupou o Milanesado, e foi incumbido da conquista do Reino de Nápoles. A defecção de Andrea Doria e a eclosão da peste no acampamento francês levou a um desastre imediato. O próprio Lautrec pegou infecção, morrendo em agosto de 1528.